# Wasbeermuts

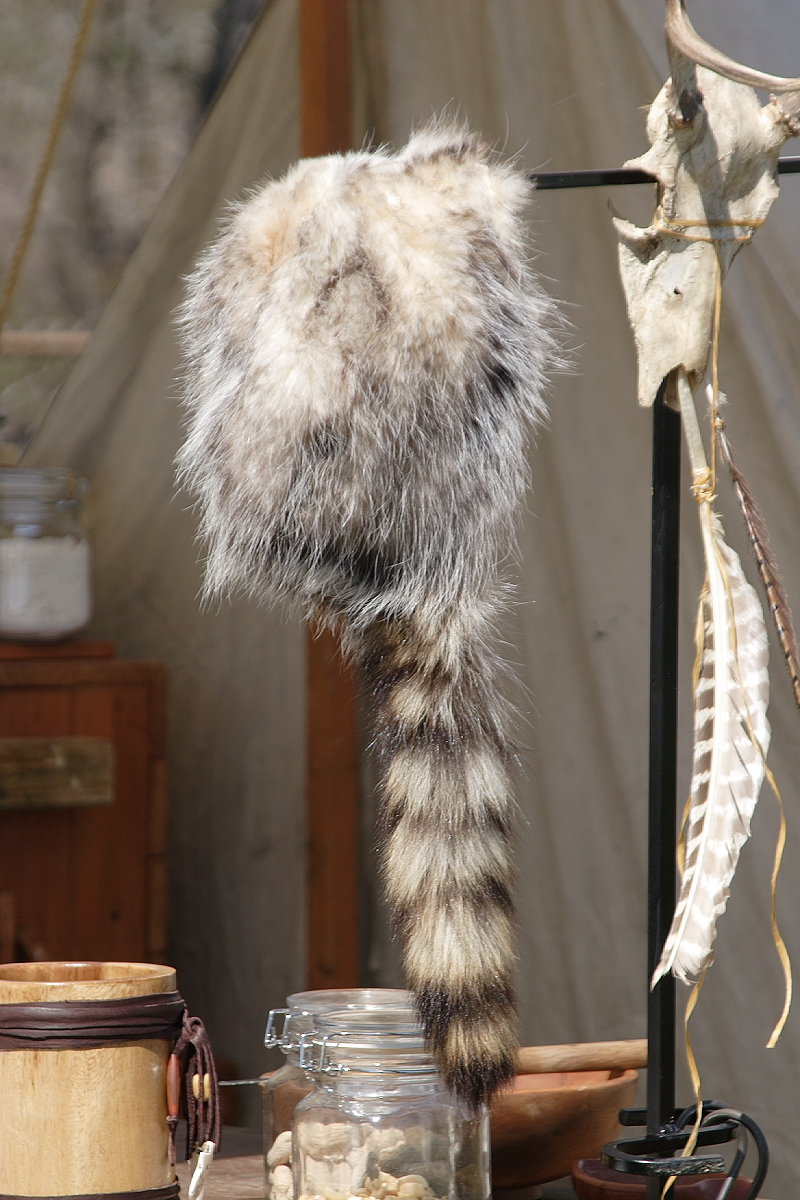
Een wasbeermuts of coonskin cap.

Een wasbeermuts of -hoed (Engels: coonskin cap) is een hoofddeksel gemaakt van de huid en pels van een wasbeer (raccoon).

## Geschiedenis
Het was een traditioneel hoofddeksel van Noord-Amerikaanse indianen. De oorspronkelijke coonskin caps bestonden uit de volledige pels van de wasbeer, inclusief hoofd en staart.
Toen Amerikaanse pioniers in de streek van Kentucky en Tennessee arriveerden, namen zij het hoofddeksel over, voornamelijk als jagershoed. In de 18e en 19e eeuw verspreidde het gebruik zich bij Amerikaanse en Canadese kolonisten. Later groeide de associatie tussen de coonskin cap en pioniers als Daniel Boone en Davy Crockett en werd het een vast onderdeel van het stereotype van de Amerikaanse pelsjager of pionier. Boone droeg zelf echter nooit wasbeermutsen, maar personen als Meriwether Lewis en Joseph L. Meek deden dat wel.
Medio 20e eeuw was er een heropleving in de populariteit van de wasbeermuts. Dat had vooral te maken met de eerste afleveringen van de Disneyserie Disneyland, die over Davy Crockett gingen. Crockett, steeds met wasbeermuts, werd daarin voorgesteld als een frontierheld. Door de show werd de muts plots een rage bij jongens in de VS en in het Verenigd Koninkrijk. De mutsen die tijdens deze rage op de markt werden gebracht, bestonden meestal uit namaakbont. Er werd ook een model voor meisjes ontwikkeld. Eind jaren vijftig was de rage uitgebloeid.